# Bayerische D XII

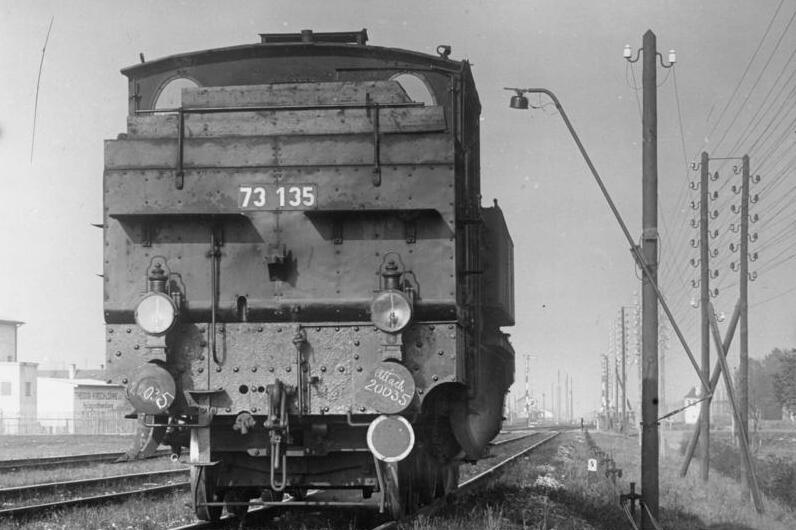
Ehemalige bayerische D XII als BR 73 bei der Deutschen Reichsbahn, 1931

Die Dampfloks D XII wurde von der Firma Krauss ab 1897 für die Königlich Bayerische Staatsbahn hergestellt. Sie wurden für den Dienst auf den von München ins Gebirge führenden Stichbahnen in mehreren Bauserien mit leicht abweichenden Maßen in insgesamt 96 Exemplaren beschafft, wurden jedoch freizügig in vielen großen bayrischen Bahnbetriebswerken stationiert. Zwei Maschinen mit den Betriebsnummern 2240 und 2252 wurden 1916 an die Pfalzbahn abgegeben, die anderen 94 gelangten später zur Deutschen Reichsbahn und wurden als Baureihe 730–1 mit den Betriebsnummern 73 031–124 eingeordnet.
Die Pfalzbahn beschaffte die mit der dritten Bauserie der D XII fast baugleiche P 2II in 31 Exemplaren in den Jahren 1900 bis 1903, die unter anderem in Neustadt stationiert waren. Drei dieser Loks wurden 1920 an die Eisenbahnen des Saargebietes (SAAR) abgegeben, die übrigen 28 Maschinen wurden als 73 001–028 von der Deutschen Reichsbahn übernommen. Auch die beiden von der Bayerischen Staatsbahn erworbenen Maschinen gelangten zu den SAAR, wo diese im Anschluss an die als 6601–6603 nummerierten Pfalzbahn-Maschinen die Nummern 6604 und 6605 erhielten.
Weitere 37 Maschinen mit wiederum leicht abweichenden Maßen beschafften die Reichseisenbahnen in Elsaß-Lothringen zwischen 1903 und 1912. Diese wurden jedoch nicht bei Krauss in München, sondern bei der elsässischen Maschinenbau-Gesellschaft Grafenstaden in Lizenz gefertigt: Dort erhielten sie die Baureihenbezeichnung D 32, ab 1906 T 5 und ab 1912 T 7 und die Betriebsnummern 2201–2237 (ab 1912 6601–6637). Eines dieser Fahrzeuge übernahm die Deutsche Reichsbahn unter der Betriebsnummer 73 125, die anderen blieben nach 1918 als T5 bei der nun französischen Eisenbahngesellschaft A.L. Die Vereinigung der französischen Bahngesellschaften zur SNCF im Jahre 1938 dürften diese Loks dort nicht mehr erlebt haben.
Die 1906 als Einzelstück gebaute Bayerische Pt 2/5 H hatte gezeigt, dass der Einsatz von Heißdampf bei der geringen Kuppelachslast keine deutlichen Vorteile brachte. Daraufhin wurden 1907 nochmals neun Maschinen mit Nassdampftriebwerk als Pt 2/5 N nachgebaut. Diese Maschinen wurden bei der Deutschen Reichsbahn als 73 131 bis 73 139 eingeordnet.
Die bei den Saar-Eisenbahnen verbliebenen Pfälzer Lokomotiven und die von der DR übernommenen Pt 2/5 N, T 7 und P2II wurden zwischen 1925 und 1935 ausgemustert. Auch die D XII wurden bis 1941 ausgemustert.
Bei 73 076 und 73 111 ist eine Nachnutzung als Heizlok belegt. 73 076 wurde als Heizlok Nürnberg Nr. 701.002 (nach anderen Quellen als Waschlok im Bw Ansbach, Abstellung 1948), 73 111 für Gleisbauzüge als Heizlok Nürnberg Nr. 701.003 verwendet.